# Геронтий (Лударос)
Митрополи́т Геро́нтий (греч. Μητροπολίτης Γερόντιος, в миру Константи́нос Луда́рос греч. Κωνσταντίνος Λουδάρος; род. 11 февраля 1966, Пирей) — епископ старостильной ИПЦ Греции (Синод Хризостома); митрополит Пирейский и Саламинский (с 1999).

## Биография
Родился 11 февраля 1966 года в Пирее и с раннего возраста принадлежал к греческому старостльному движению. Окончил Ризарийскую богословскую школу в Афинах и Афинский церковный лицей.
В 1985 году был пострижен в монашество с наречением имени Геронтий и последовательно рукоположен митрополитом Пирейский и Саламинский Геронтием (Мариолисом) в сан иеродиакона, а в 1987 году — во иеромонаха, после чего проходил служение в Успенском кафедральном соборе в Пирейской и Саламинской митрополии.
В 1988 году возведён в сан архимандрита и назначен Секретарём Синода, в должности которого оставался до 1995 года. В 1990 году избран протосинкеллом митрополии.
В 1999 году избран и рукоположен архиепископом Хризостомом (Киусисом) в сан епископа, возглавив Пирейскую и Саламинскую митрополию «флоринитского» Синода Церкви ИПХ Греции.